# Carlos Chagas Filho

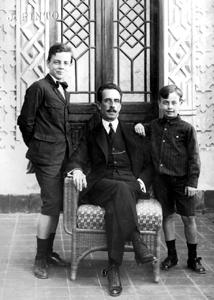
Carlos Chagas, no centro, e seus filhos, Evandro Chagas, à esquerda e Carlos Chagas Filho, à direita.

Carlos Chagas Filho (Rio de Janeiro, 12 de setembro de 1910 — Rio de Janeiro, 16 de fevereiro de 2000) foi um médico, professor, diplomata, cientista e ensaísta brasileiro.
Fundador do Instituto de Biofísica da Universidade do Brasil (atual UFRJ), em sua longa carreira científica, publicou vários artigos com destaque para os trabalhos sobre o sistema neuromuscular do peixe-elétrico (Electrophorus eletricus), provendo dados para o estudo das doenças neuromusculares relacionadas com o mecanismo para a geração de corrente elétrica e também realizou avançada pesquisa sobre o "curare" um veneno vegetal paralisante usado por tribos indígenas da América do Sul.
Tendo ocupado a cadeira 9 da Academia Brasileira de Letras e membro titular da Academia Brasileira de Ciências, Carlos Chagas Filho era o presidente da Pontifícia Academia das Ciências na ocasião que reabilitou a reputação de Galileu Galilei.

## Biografia
Nascido na capital fluminense, em 1910, era filho do renomado médico sanitarista Carlos Chagas e Íris Lobo Chagas, ambos originários de Minas Gerais. Cursou o Colégio Resende e depois prestou exames preparatórios no Colégio Pedro II. Aos 16 anos, se matriculou na Faculdade de Medicina da atual Universidade Federal do Rio de Janeiro em 1926. No segundo ano, começou a trabalhar no Hospital São Francisco e no Instituto de Manguinhos.

## Carreira
Concluindo o curso em 1931, Carlos recebeu a Medalha Antonia Chaves Berchon des Essarts, concedida aos alunos que obtiveram as melhores notas no decurso da faculdade. A seguir, passou o ano de 1932 dirigindo o Hospital de Lassance, mantido pelo Instituto de Manguinhos, onde seu pai, Carlos Chagas, descobriu a doença de que leva o seu nome.
Encaminhou-se para as carreiras básicas de Medicina Biológica, tendo trabalhado com Costa Cruz, Miguel Osório de Almeida e Carneiro Felipe, que provavelmente foi o mestre em ciências que mais o influenciou. Um ano após sua formatura, prestou concurso para a docência-livre de física biológica e passou a Assistente desta cadeira na Faculdade de Medicina. Com a morte do Prof. Lafayette Rodrigues Pereira, vagou-se a cátedra de Física Biológica e Chagas se apresentou ao concurso, do qual participaram 6 candidatos; tendo vencido as provas, assumiu o cargo de Professor Catedrático.
Com recursos próprios, decidiu viajar à Europa, onde trabalhou com René Wurmser e Alfred Fessard em Paris e Archibald Vivian Hill na Inglaterra.
Em seu retorno ao Brasil, dedicou-se à organização de um grupo de pesquisadores para o laboratório de Biofísica, em que faria prevalecer seu lema "A Universidade é um local onde se ensina porque se pesquisa". Em 1945, o laboratório veio a se transformar em Instituto de Biofísica e em pouco tempo, com a vinda ao Brasil de vários cientistas estrangeiros, tornou-se um centro de estudos de renome, onde se realizaram vários colóquios e simpósios de nível internacional em que se destacaram aqueles cujo tema era a Bioeletrogênese.
Foi a partir das pesquisas sobre o sistema neuromuscular do peixe-elétrico (Electrophorus eletricus) que Carlos conseguiu introduzir a prática da ciência experimental naquela universidade, criando princípios hoje consolidados no meio acadêmico, tais como a articulação ensino-pesquisa e a 'invenção' da biofísica como campo autônomo de investigação.
A partir da fundação do CNPq, em 1951, teve participação ativa no Conselho Deliberativo. Participou, como Delegado do Brasil, na 1ª Conferência Geral da UNESCO, em Paris, assim como na 2ª Conferência desta entidade, realizada no México. A seguir, foi convidado para o Comitê de Pesquisa da Organização Pan-americana de Saúde, em que atuou até 1962 e em 1963 organizou, como secretário especial, a 1ª Conferência das Nações Unidas para Aplicação da Ciência e Tecnologia ao Desenvolvimento.
Foi nomeado Presidente do Comitê Especial das Nações Unidas para Aplicação da Ciência e Tecnologia ao Desenvolvimento, função que exerceu por seis anos quando também fundou, com Abdus Salam, a International Federation of Institutes for Advanced Sciences (IFIAS). Em 1966, foi nomeado Embaixador do Brasil junto a UNESCO. De 1965 a 1967 foi eleito Presidente da Academia Brasileira de Ciências retornando também à direção do Instituto de Biofísica que passou a levar seu nome.
Em 1972, Carlos Chagas foi nomeado pelo Papa Paulo VI, como presidente da Pontifícia Academia das Ciências, cargo que exerceu durante 16 anos, tendo organizado mais de 80 reuniões científicas em Roma, das quais participaram renomados cientistas.

## Homenagens
Carlos Chagas Filho recebeu 16 títulos de Doutor Honoris Causa em Universidades nacionais e internacionais. No decurso de sua vida Acadêmica, recebeu 19 condecorações entre as quais Comendador-Ordre Nationale de la Légion d'Honneur - França, 1979; é Membro, entre outras academias científicas, da Académie des Sciences de l'Institut de France.
Membro titular ou correspondente de várias outras academias, entre as quais a Academia Brasileira de Ciências, Academia Nacional de Medicina, Pontifícia Academia das Ciências, Academia das Ciências de Lisboa, Institut de France, Academia de Artes e Ciências dos Estados Unidos, American Philosophical Academy, Academia Nacional de Medicina da França, Academia Real da Bélgica, Academia de Ciências da Romênia e Academia Internacional de História das Ciências.

## Vida pessoal
Casou-se com Anna Leopoldina Alvim de Mello Franco, filha do diplomata Afrânio de Mello Franco e de dona Sylvia Alvim de Mello Franco, na igreja Nossa Senhora da Paz, em Ipanema, no Rio de Janeiro, em 6 de julho de 1935. Foi uma cerimônia discreta, pois os noivos estavam de luto pela morte de Carlos Chagas, pai do noivo, e de Sylvia Amélia Anna, irmã da noiva. Tiveram 4 filhas, Maria da Glória, Sílvia Amélia, Anna Margarida Maria e Cristina Isabel Maria, as duas últimas já falecidas.

## Morte
Carlos Chagas Filho morreu em 16 de fevereiro de 2000, na capital fluminense, devido a uma falência múltipla dos órgãos, aos 89 anos. Ele foi sepultado no mesmo jazigo que seus pais no Cemitério São João Batista, no Rio de Janeiro.
Sua esposa, Anna Leopoldina de Mello Franco Chagas, faleceu em 9 de fevereiro de 2008, aos 93 anos, devido a um AVC. Ela foi inumada no mesmo jazigo perpétuo que o marido.
Sua filha, Anna Margarida, faleceu em Roma no ano de 2017. Seu corpo foi trasladado para o cemitério de São João Batista e repousa no mesmo jazigo que os pais estão.

## Obras
Sua obra científica é composta, de aproximadamente, 200 artigos científicos e de obras publicadas sob sua coordenação e orientação.
- Homens e coisas da ciência
- Carlos Chagas
- Plaquete
- O minuto que vem, reflexões sobre a ciência no mundo moderno
- Contribuição da ciência e da tecnologia à melhoria da qualidade de vida
- Carlos Chagas (2000). Um aprendiz de ciência (PDF). Rio de Janeiro: Nova Fronteira. 279 páginas. ISBN 85-209-1082-3. doi:10.7476/9788575412473